# Grožnjan
Grožnjan (Italiaans: Grisignana; Venetiaans: Grizinjana; Duits: Krisingan) is een gemeente in de Kroatische provincie Istrië.
Grožnjan telt 785 inwoners. De oppervlakte bedraagt 66 km², de bevolkingsdichtheid is 11,9 inwoners per km².
Grožnjan is het enige dorp in Kroatië waarvan een meerderheid van de bevolking uit Italianen bestaat, ongeveer 51,2%. Nog meer procent heeft het Italiaans als moedertaal, 66%. Er wordt echter vooral in het Venetiaans gecommuniceerd. Verder zijn er ook nog minderheden van Kroaten (26,2%) en de lokale Istriërs (18,6%).

## Galerij

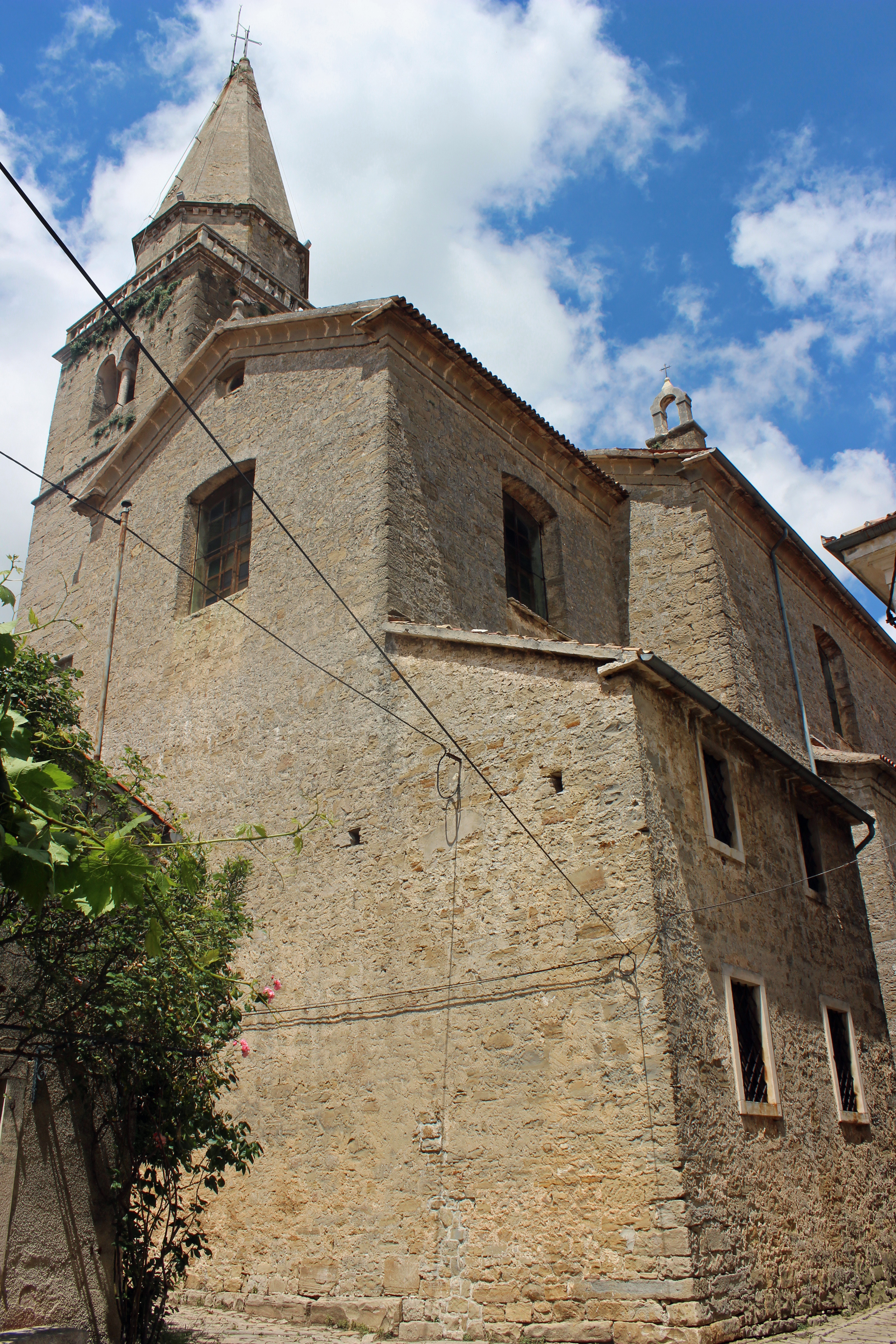
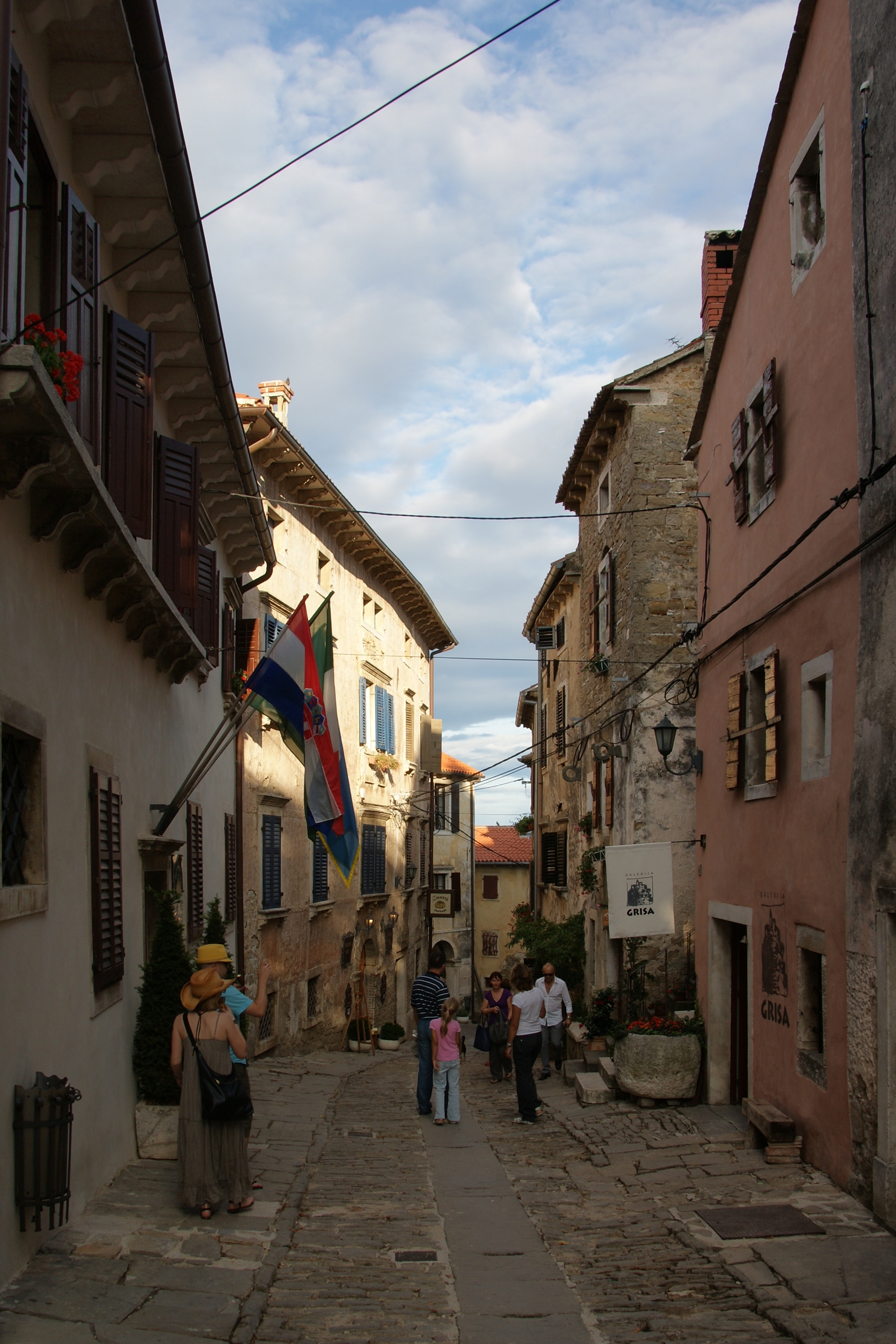
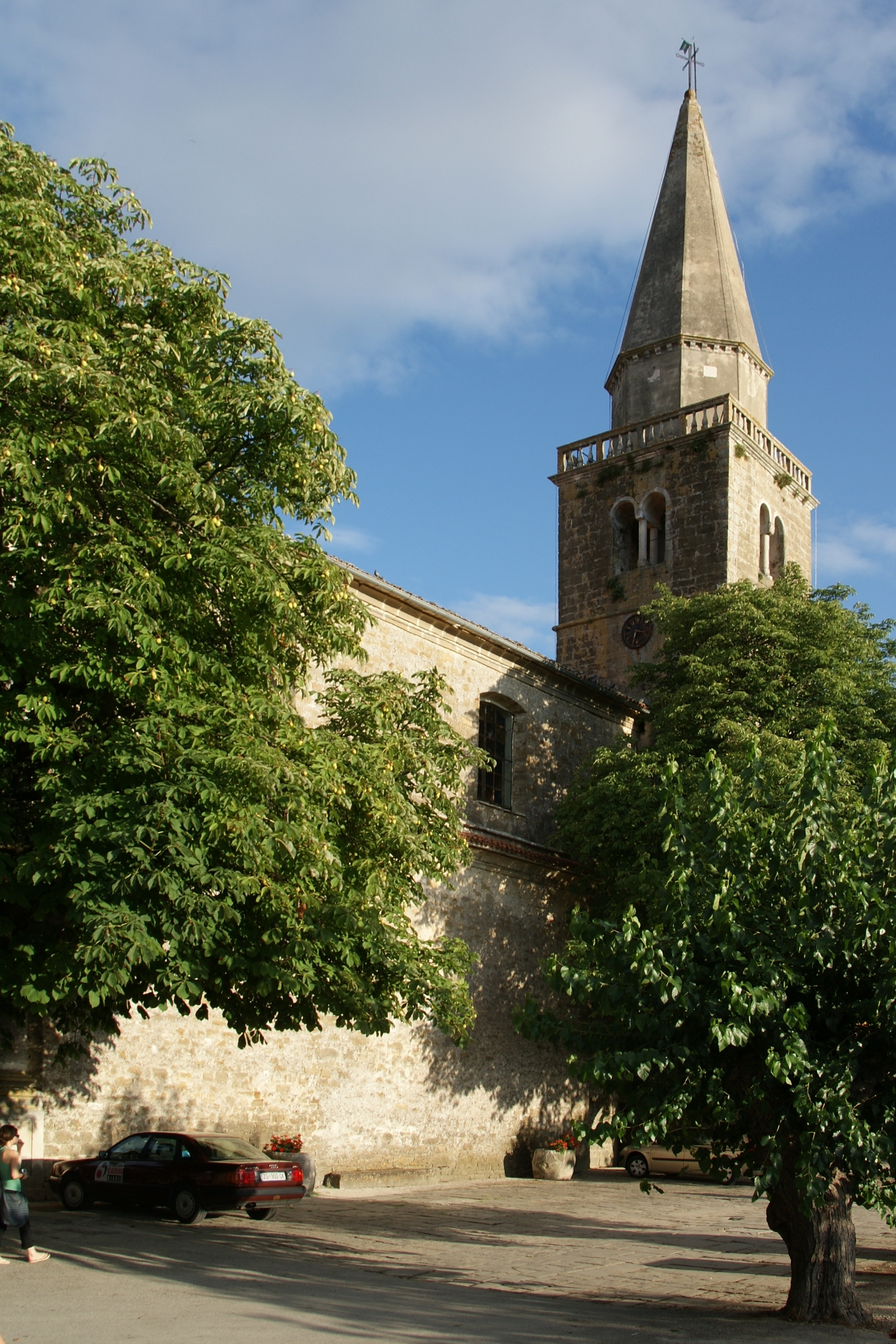
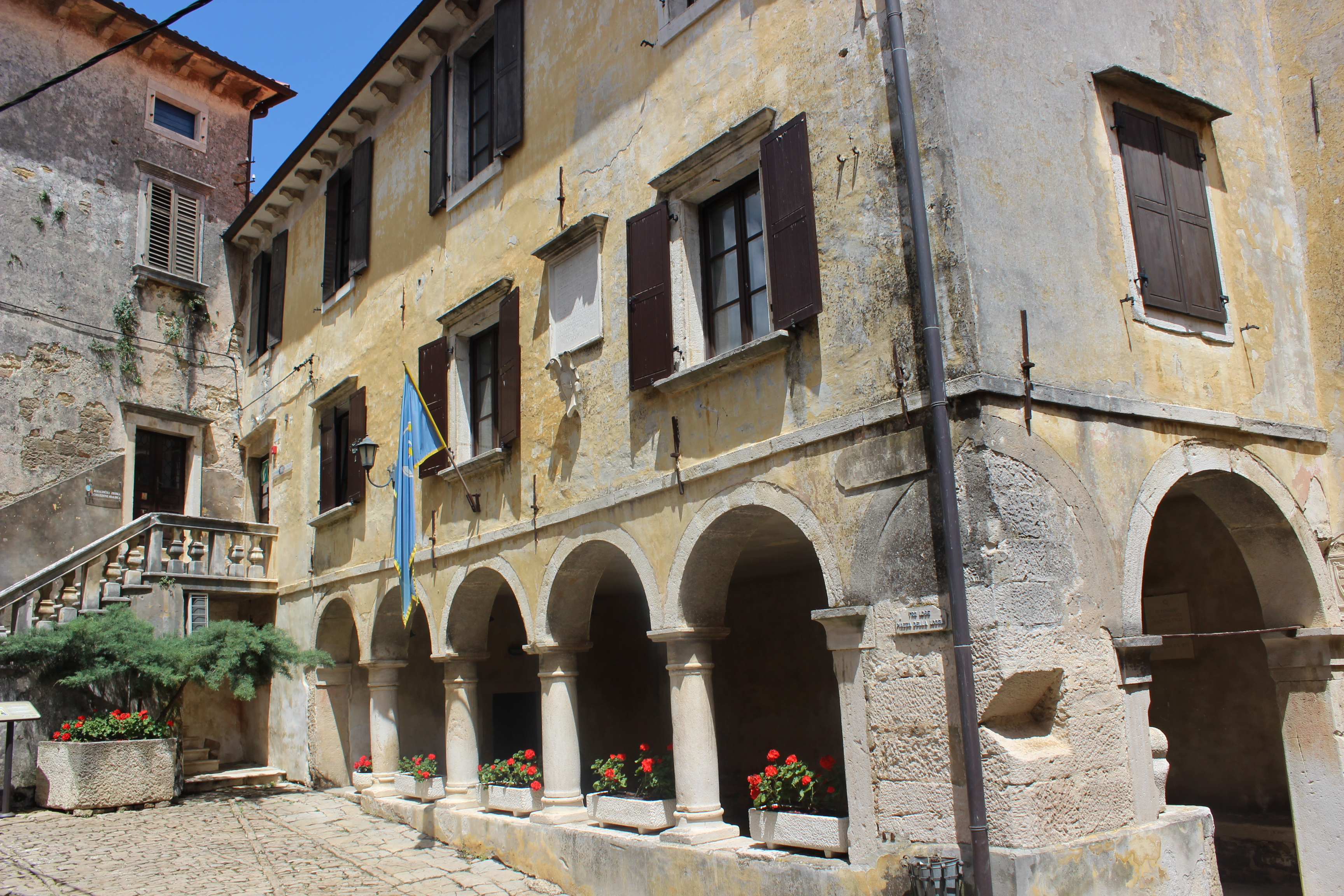
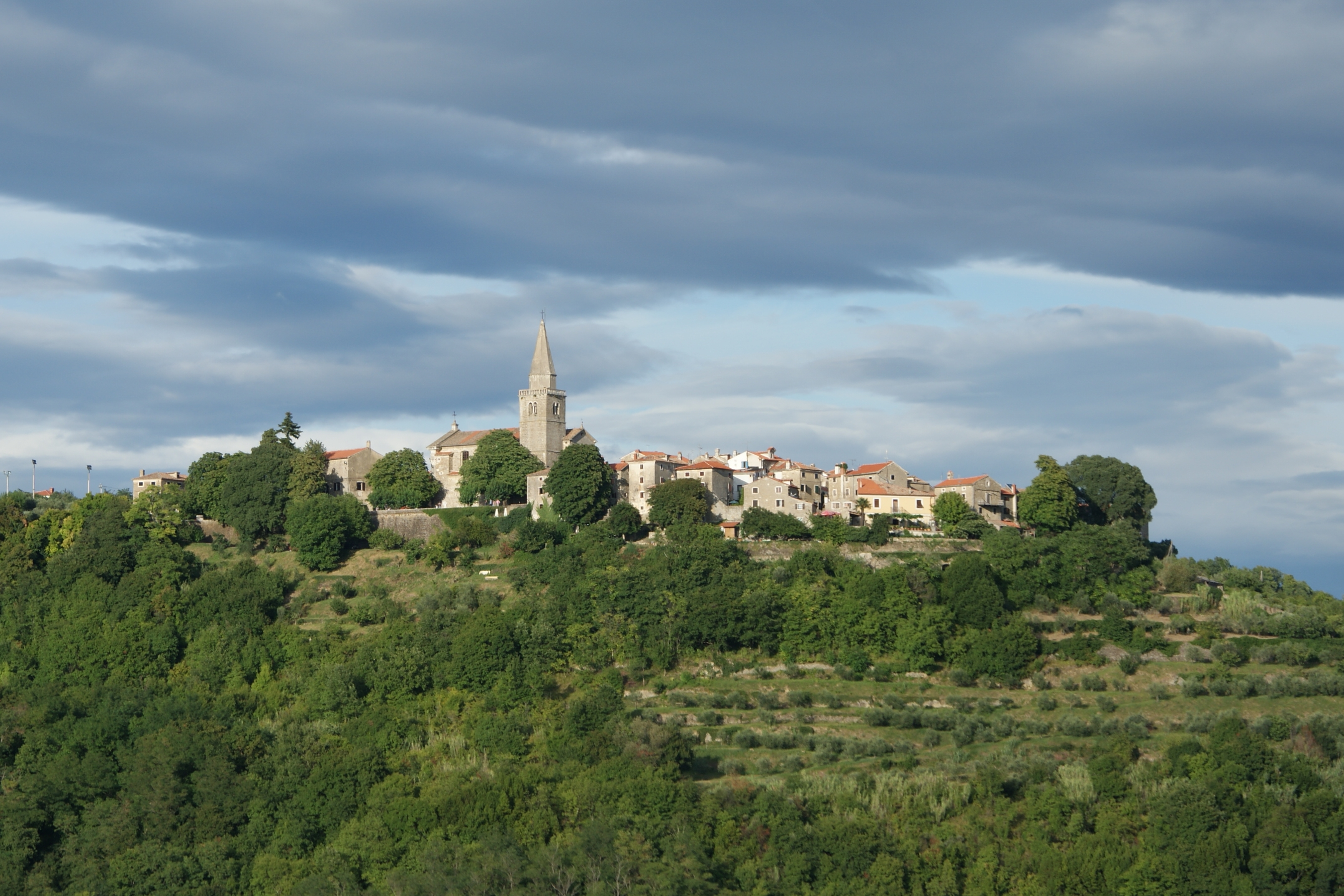
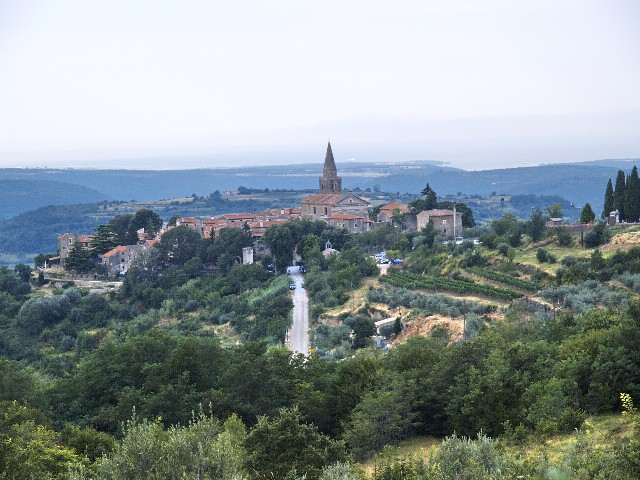

Steden (gradovi): Pazin · Buje · Buzet · Labin · Novigrad · Poreč · Pula · Rovinj · Umag · Vodnjan

Gemeenten (općine): Bale · Barban · Brtonigla · Cerovlje · Fažana · Funtana · Gračišće · Grožnjan · Kanfanar · Karojba · Kaštelir-Labinci · Kršan · Lanišće · Ližnjan · Lupoglav · Marčana · Medulin · Motovun · Oprtalj · Pićan · Raša · Sveti Lovreč · Sveta Nedelja · Sveti Petar u Šumi · Svetvinčenat · Tar-Vabriga · Tinjan · Višnjan · Vižinada · Vrsar · Žminj